# 2001年11月中国大陆

## 11月6日
- 第五次东盟与中国领导人会议在文莱斯里巴加湾举行。中华人民共和国国务院总理朱镕基出席会议并发表讲话，提出建立中国—东盟自由贸易区的主张。这一主张，得到东盟国家一致同意[1][2]。

## 11月10日
- 在卡塔尔多哈召开的世界贸易组织第四届部长级会议以全体协商一致的方式，审议并通过中国加入世界贸易组织的决定[3][4]。

## 11月26日
- 《中华人民共和国反倾销条例》此前经2001年10月31日国务院第46次常务会议通过，2001年11月26日中华人民共和国国务院总理朱镕基签署328号国务院令公布，2002年1月1日实施[5]。
- 《中华人民共和国反补贴条例》此前经2001年10月31日国务院第46次常务会议通过，2001年11月26日中华人民共和国国务院总理朱镕基签署329号国务院令公布，2002年1月1日实施[6]。
- 《中华人民共和国保障措施条例》此前经2001年10月31日国务院第46次常务会议通过，2001年11月26日中华人民共和国国务院总理朱镕基签署330号国务院令公布，2002年1月1日实施[7]。